# Гамера (фильм)
«Гаме́ра» (яп. 大怪獣ガメラ) — кайдзю-фильм кинокомпании Daiei Film, первый во франшизе о гигантской летающей черепахе Гамере. Фильм стал первым в жанре monster-movie режиссёра Нориаки Юаса.
Это единственный фильм в серии, в котором Гамера не сражается с другим монстром, единственный чёрно-белый фильм про Гамеру, последний чёрно-белый фильм «Daiei» и вообще последний чёрно-белый фильм про кайдзю.
Мировая премьера состоялась 26 ноября 1965 года. На DVD полная версия фильма вышла в мае 2010 года под названием «Гамера: Гигантский монстр».

## Сюжет
Летящие к территории США самолёты сбрасывают в Арктике атомную бомбу, в результате чего во льдах пробуждается легендарный летающий монстр — черепаха Гамера. В поисках энергии и пищи монстр направляется в Токио, где устраивает переполох, пока учёным с помощью мальчика, у которого с чудовищем телепатическая связь, не удаётся остановить его.

## В ролях
| Актёр              | Роль             |
| ------------------ | ---------------- |
| Эйдзи Фунакоси     | доктор Хидака    |
| Харуми Киритати    | Киёке Ямамото    |
| Дзюнъитиро Ямасико | Аяги             |
| Ёсиро Утида        | Тосио Сакураи    |
| Митико Сугата      | Нобуё Сакураи    |
| Ёсиро Китахара     | Сакураи          |
| Дзюн Хамамура      | профессор Мурасэ |
| Кэндзи Ояма        | министр обороны  |

## Продолжения
Изначально фильм базировался на успехе фильмов кинокомпании Toho о Годзилле. После ошеломительного успеха первого фильма, вскоре был выпущен сиквел — «Гамера против Баругона», а за ним ещё несколько, что создало целую франшизу, которая стала самой популярной о кайдзю после Годзиллы.

## В американском прокате
В США выход фильма состоялся в декабре 1966 года под названием «Неодолимый монстр Гаммера» (англ. Gammera the Invincible). Для более чёткого распознавания имени монстра в название была добавлена вторая буква «м». Это был единственный фильм из всей франшизы о Гамере, который показывался в американских кинотеатрах.
Американский вариант фильма сильно отличается от оригинала. Были добавлены новые персонажи, сыгранные Альбертом Деккером, Брайаном Донлеви и Джоном Барагреем. Большинство новых сцен являются альтернативами к оригинальным.
В 1985 году американский продюсер Сэнди Франк получил права на монтаж пяти из восьми снятых на тот момент фильмов о Гамере и выпустил третий вариант фильма, более близкий к оригиналу, но с другим дубляжем.
Релиз первого американского варианта на DVD состоялся 20 мая 2003 года.